# 강두태
강두태(姜斗泰, 1958년 7월 31일~1991년 3월 26일)는 대한민국의 배구 선수로 포지션은 레프트이다.

## 경력
부산 성지공고와 한양대를 졸업했다. 현역 시절 동안 강만수와 함께 대한민국 대표팀의 거포로 활약했다.
1978년 국가대표에 뽑혀 세계 선수권 대회 4강 진출과 1978년 아시안 게임에서 금메달에 기여한 주역으로 활약하였고 그 해 KB 손해보험의 전신인 금성사 배구단에서 활약해 1989년까지 활동하였다. 유럽 클럽들의 러브콜도 있었지만 금성사에 대한 애정이 남달랐다.  
은퇴 이후 팀의 코치를 맡다가 물러난 뒤 대전에서 사업을 하다가 1991년 3월 26일 급성 심장마비로 사망하였다.

## 수상
- 1978년 세계선수권 4강
- 1978 방콕 아시안 게임 금메달
- 1979년 하계 유니버시아드 금메달
- 1982 뉴델리 아시안 게임 동메달
- 1986 서울 아시안 게임 은메달
- 1984년~1987년 대통령배 베스트6